# Minhwa

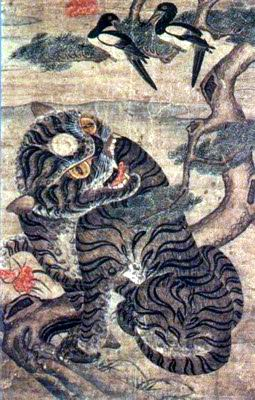
Elster und Tiger

Minhwa (koreanisch 민화, wörtlich „Volksmalerei“) ist eine Art Genremalerei in Korea, in der der Wunsch nach einem glücklichen Leben zum Ausdruck gebracht wird.

## Geschichte
Der Begin von Minhwa lässt sich schon auf prähistorische Felszeichnungen zurückführen, doch erst die Darstellungen von Cheoyong (처용), dem Sohn des Drachenkönigs, der an der Eingangstür von Häusern angebracht, den Seuchengott Yeoksin (역신) mit sanftem Edelmut vertreiben sollte, ist in schriftlichen Quellen nachzuweisen. In der Zeit des Joseon-Reiches (1392–1910) waren auch Darstellungen von Drachen und Tigern an Hauseingängen beliebt, die am ersten Tage des Jahres nach dem Mondkalender getrennt zu beiden Seiten der Eingangstür aufgehängt wurden. Der Drache war für den Segen durch die guten Geister zuständig und der Tiger sollte die bösen Geister abwehren. Weitere Darstellungen von Objekten mit entsprechenden Zuordnungen kamen hinzu. So bekam als Beispiel die Darstellung von Strauchpfingstrosen im 19. Jahrhundert mit der Zuordnung der Hoffnung nach Glück eine derartige Bedeutung, dass entsprechende Darstellungen in keinem Haushalt fehlten. Allen Minhwa-Darstellungen gemein waren die hellen Farben und der Sinn für Humor, der eine heitere Stimmung erzeugen sollte und damit den Wunsch nach Glück reflektierte.
Selbst in düsteren Zeiten, in denen sich Joseon dem Einfluss von Mächten, wie den USA, Großbritannien, Frankreich und Russland ausgesetzt sah und schließlich unter japanischer Kolonialherrschaft geriet, sind Minhwa-Werke frei von finsteren Darstellungen geblieben. Dies veranlasste den japanischen Kunsthistoriker Fumikazu Kishi, die Minhwa-Werke als Bilder des Glücks zu bezeichnen. Minhwa-Werke wurden ursprünglich von einfachen Leuten geschaffen, von Menschen, die keine Kunstausbildung besaßen, doch die verkörperten zumeist die einfachen Wünsche von einfachen Leuten und gaben so einen Einblick in die Wünsche des Volkes. In den 1970er und 1980er Jahren hatte Minhwa nur eine Bedeutung für einen kleinen Kreis von Kunstinteressierten, und neu erschaffene Werke wurden lediglich von Kunstinteressierten aus dem Ausland sowie von japanischen Kunsthändlern oder auch von koreanischen namhaften Hotels gekauft. Doch in den 1990er Jahren konnten Minhwa-Künstler größere Kreise in der Bevölkerung für diese Kunst interessieren. Nach der Jahrtausendwende wuchs die Zahl der Künstler und der an Minhwa Interessierten und seit dieser Zeit finden sich immer mehr Künstler, die sich von den traditionellen Formen und Formaten der Minhwa-Kunst lösen und versuchen, die Wertvorstellungen der Gegenwart der Menschen zu reflektieren.

## Minhwa seit der Joseon-Zeit

### Landschaftsmalerei
Die traditionelle Landschaftsmalerei, Sansuhwa (산수화) genannt und in ihrer Bedeutung die „Malerei von Bergen und Wasser“ meint, war auch Vorlage für Minhwa-Maler, die versuchten in einfachen Pinselstrichen die traditionelle Malerei nachzuahmen. Als Beispiel ist hier vor allem der Maler Jeong Seon (정선) (1676–1759) zu nennen.

### Blumen und Vögel
In der traditionellen Malerei wurde dem Genre Hwajo-do (화조도) die Bedeutung der naturgetreuen Darstellung der Schönheit der Natur zugeordnet. In der Minhwa-Adaption sollte hiermit das Eheglück ausgedrückt werden. Stand in den meisten Blumenmotiven Wohlstand und Glück im Vordergrund, symbolisierten Vogelmotive und hier vor allem Fasane und Enten, die stets als Pärchen abgebildet wurden, Liebe und Eheglück.

### Zehn Symbole für Langlebigkeit
In der Malerei kamen der Abbildung von Kranichen, Schildkröten, Kiefern und Pilzen, die Bedeutung für Langlebigkeit zu und Wasser, Wolken, Sonne, Bergen, Felsen, Pfirsichen, Bambus und auch Hirschen die Bedeutung von Unsterblichkeit. Man geht davon aus, dass diese Symbole aus der Zeit des Schamanismus entstanden sind.

### Taoistische Unsterblichkeit
Entsprechende Darstellungen gehen wohl auf die Zeit des Gojoseon-Reichs (2333–108 v. Chr.) zurück. In Korea glaubte man, dass man durch eine tiefgehende Schulung von Körper und Geist Unsterblichkeit erlangen könnte, frei von Leiden werden und im Einklang mit der Natur sein könnte.

### Piktographische Symbole
Diese Art der Malerei, die als Munja-do (문자도) bezeichnet wird, besteht aus einem chinesischen Schriftzeichen, das eine konfuzianische Tugend verkörpert. Diese Art der Darstellungen, von denen es acht an der Zahl gibt, wird mit Darstellungen aus alten Volkserzählungen verziert.

## Gemälde

M i n h w a
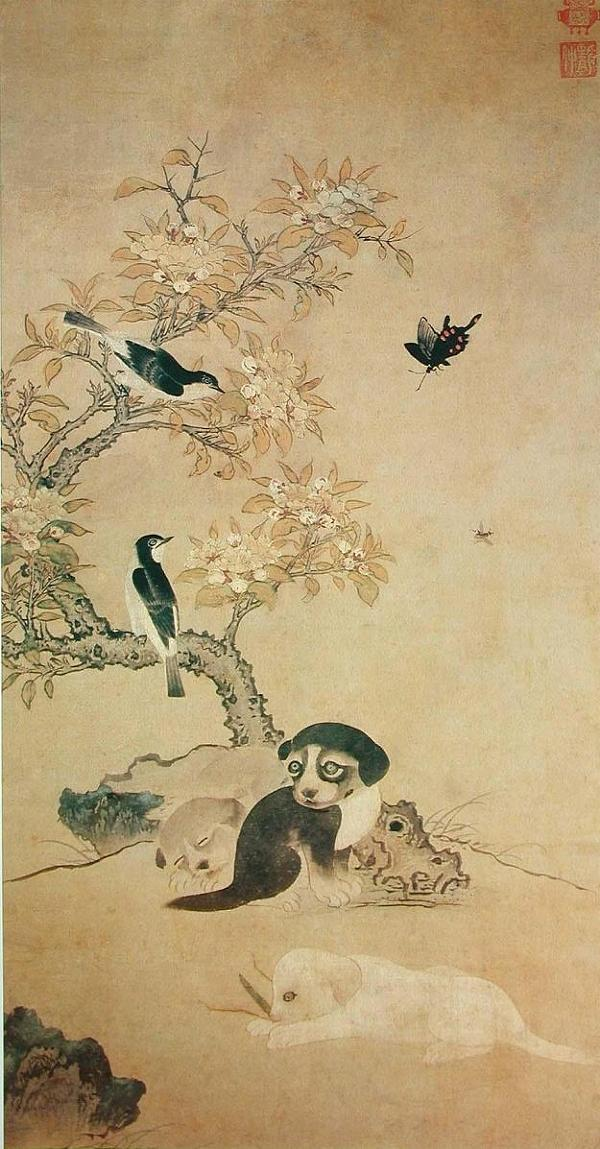
Hwanjogujado
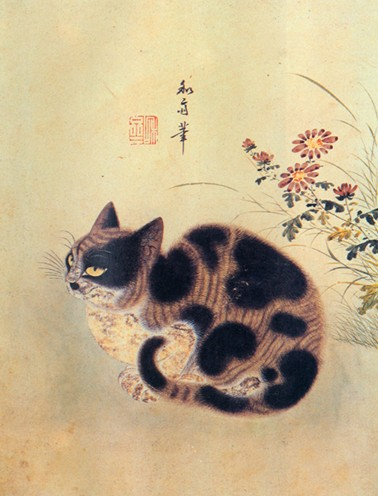
Gukjeongchumyodo
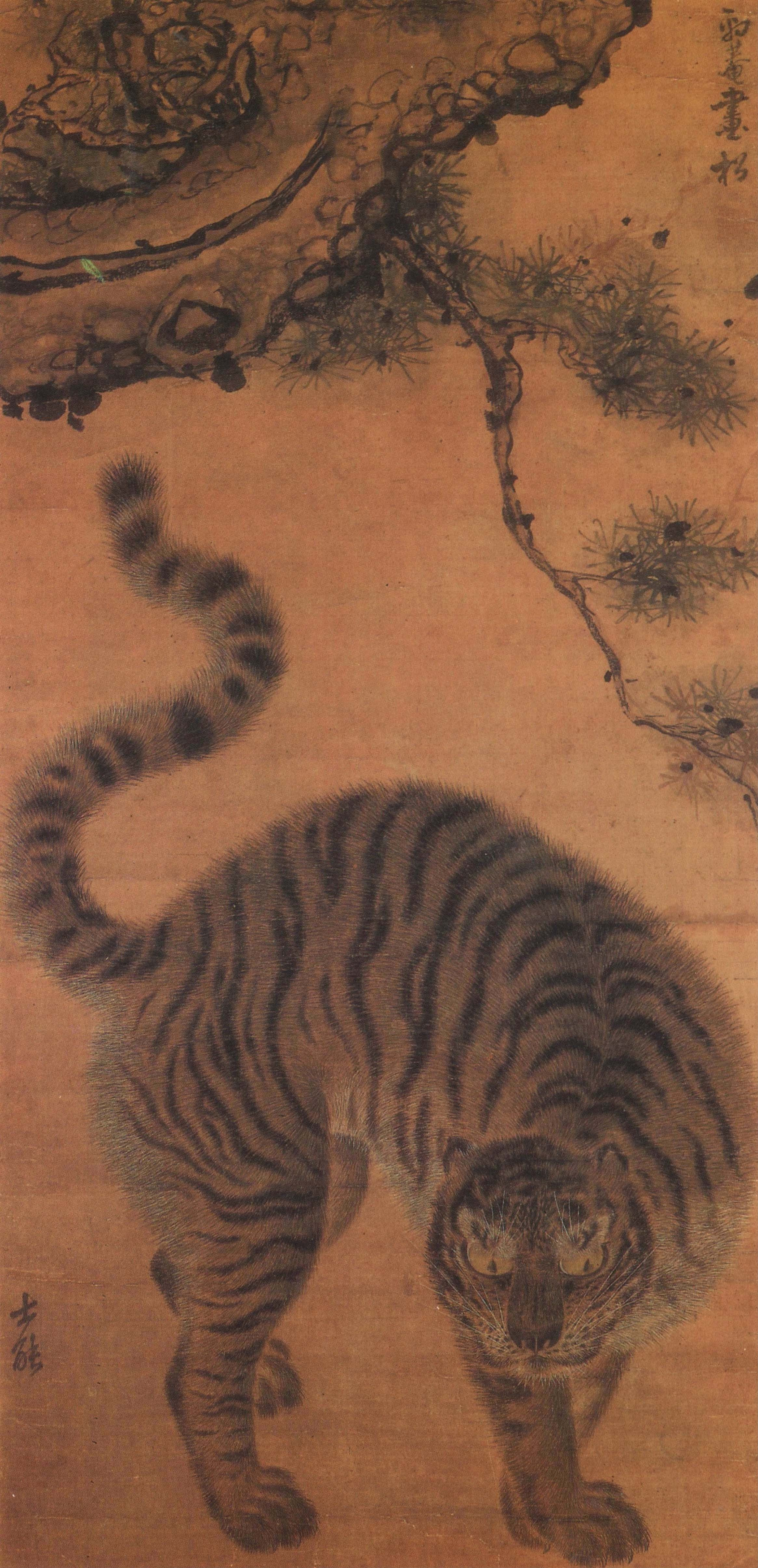
Songhamaenghodo
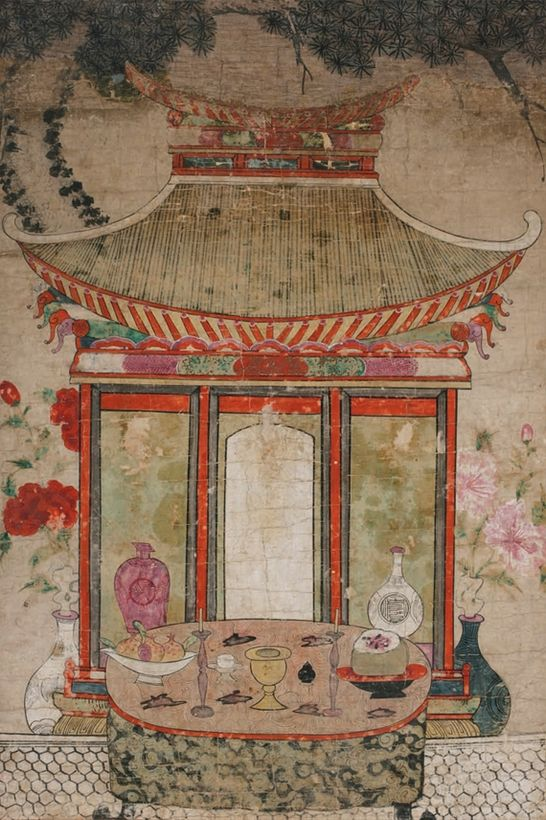
Gammo yeojaedo (감모여제도 感慕如在圖)
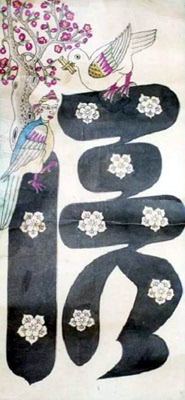
Letter painting: believe (信)
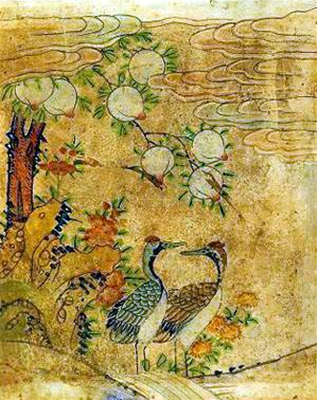
Ssanghak pandodo
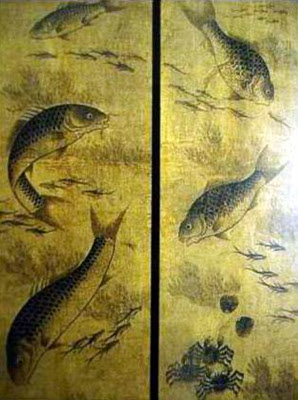
Eohado
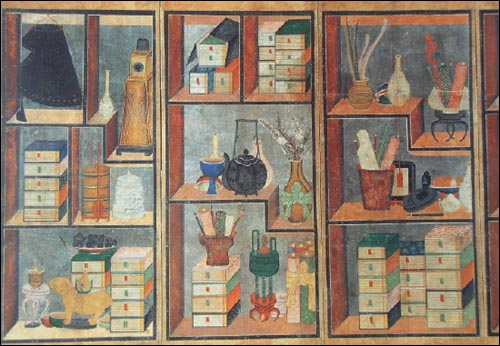
Chaekgeoli
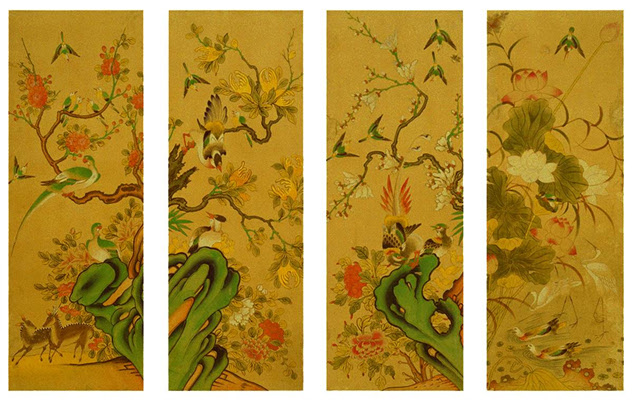
Hwajodo
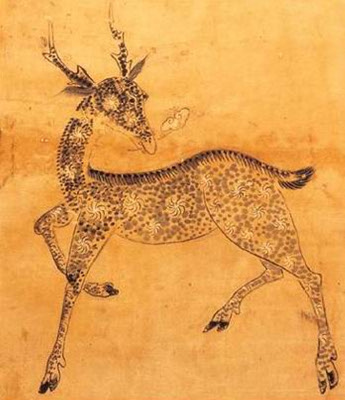
Jangsaeng hwarakdo